# Lilium sulphureum
Lilium sulphureum là một loài thực vật có hoa trong họ Liliaceae. Loài này được Baker ex Hook.f. miêu tả khoa học đầu tiên năm 1892.